# NADK2
NADK2 (англ. NAD kinase 2, mitochondrial) – білок, який кодується однойменним геном, розташованим у людей на 5-й хромосомі. Довжина поліпептидного ланцюга білка становить 442 амінокислот, а молекулярна маса — 49 433.
| 10         |  | 20         |  | 30         |  | 40         |  | 50         |
| ---------- |  | ---------- |  | ---------- |  | ---------- |  | ---------- |
| MTCYRGFLLG |  | SCCRVAGGRA |  | AALRGPGAGG |  | PAARPRLGGD |  | GGGRRHLGQG |
| QPRELAGCGS |  | RADGGFRPSR |  | VVVVAKTTRY |  | EFEQQRYRYA |  | ELSEEDLKQL |
| LALKGSSYSG |  | LLERHHIHTK |  | NVEHIIDSLR |  | NEGIEVRLVK |  | RREYDEETVR |
| WADAVIAAGG |  | DGTMLLAASK |  | VLDRLKPVIG |  | VNTDPERSEG |  | HLCLPVRYTH |
| SFPEALQKFY |  | RGEFRWLWRQ |  | RIRLYLEGTG |  | INPVPVDLHE |  | QQLSLNQHNR |
| ALNIERAHDE |  | RSEASGPQLL |  | PVRALNEVFI |  | GESLSSRASY |  | YEISVDDGPW |
| EKQKSSGLNL |  | CTGTGSKAWS |  | FNINRVATQA |  | VEDVLNIAKR |  | QGNLSLPLNR |
| ELVEKVTNEY |  | NESLLYSPEE |  | PKILFSIREP |  | IANRVFSSSR |  | QRCFSSKVCV |
| RSRCWDACMV |  | VDGGTSFEFN |  | DGAIASMMIN |  | KEDELRTVLL |  | EQ         |

A: Аланін

C: Цистеїн

D: Аспарагінова кислота

E: Глутамінова кислота

F: Фенілаланін

G: Гліцин

H: Гістидин

I: Ізолейцин

K: Лізин

L: Лейцин

M: Метіонін

N: Аспарагін

P: Пролін

Q: Глутамін

R: Аргінін

S: Серин

T: Треонін

V: Валін

W: Триптофан

Кодований геном білок за функціями належить до трансфераз, кіназ, фосфопротеїнів. 
Задіяний у таких біологічних процесах, як ацетилювання, альтернативний сплайсинг. 
Білок має сайт для зв'язування з АТФ, нуклеотидами, НАД, НАДФ. 
Локалізований у мітохондрії.